# Вајт Оук (Тексас)
Вајт Оук (енгл. White Oak) град је у америчкој савезној држави Тексас. По попису становништва из 2010. у њему је живело 6.469 становника.

## Демографија
Према попису становништва из 2010. у граду је живело 6.469 становника, што је 845 (15,0%) становника више него 2000. године.
| Група             | 2000.         | 2010.         |
| Белци             | 5.218 (92,8%) | 5.832 (90,2%) |
| Афроамериканци    | 109 (1,9%)    | 150 (2,3%)    |
| Азијати           | 5 (0,1%)      | 30 (0,5%)     |
| Хиспаноамериканци | 180 (3,2%)    | 344 (5,3%)    |
| Укупно            | 5.624         | 6.469         |